# Abinger Hammer
Abinger Hammer – wieś w Anglii, w hrabstwie Surrey, w dystrykcie Mole Valley. Leży 39 km na południowy zachód od centrum Londynu.